# Comissão Executiva do Plano da Lavoura Cacaueira
A Comissão Executiva do Plano da Lavoura Cacaueira (CEPLAC) é uma instituição pública de pesquisa vinculada ao Ministério da Agricultura, Pecuária e Abastecimento. Criada em 20 de fevereiro de 1957, época em que a economia cacaueira atravessava uma grave crise, teve sua atuação, nos seus primórdios, centrada basicamente no apoio à cacauicultura. Desde a sua criação, o órgão vem acumulando inúmeras conquistas, graças ao seu modelo de atuação integrada, onde num só Órgão, desenvolve-se atividades de pesquisa, extensão rural e ensino agrícola.
Atualmente, atua em seis estados do Brasil: Bahia, Espírito Santo, Pará, Amazonas, Rondônia e Mato Grosso.
Apesar de já ter contribuído com muitos projetos de pesquisa para a atividade cacaueira, como por exemplo melhorias genéticas que permitiram a adaptação do cacau ao Cerrado em pleno sol, a CEPLAC não realiza concurso público há mais de 36 anos e tem sofrido com o envelhecimento de seu quadro técnico e falta de recursos. 

## Estrutura
A organização administrativa da CEPLAC obedece a uma divisão em diretoria geral, superintendências e gerências regionais:
- Superintendência Regional no Estado da Bahia - SUBES
- Superintendência Regional no Estado de Rondônia - SUROM
- Superintendência Regional no Estado do Pará - SUPAM
- Gerência Regional no Estado do Espírito Santo - GERES/SUBES
- Gerência Regional no Estado do Amazonas - GERAM/SUPAM
- Gerência Regional no Estado de Mato Grosso - GEREM/SUROM